# TV Total – Promi Wrestling
TV Total – Promi Wrestling ist eine Sondersendung der Comedy-Show TV total um den Moderator Sebastian Pufpaff. Ähnlich den Formaten des Promiboxen handelt es sich um eine Wrestlingsendung, bei denen Prominente als Wrestler gegeneinander antreten. Die erste Ausgabe der als mehrteiligen Formats angekündigten Sondersendung fand am 4. Januar 2025 auf Pro7 statt. Es ist außerdem als Stream über Joyn verfügbar.

## Hintergrund
Ähnlich einer Reihe von sportlichen Events wie dem TV total Turmspringen oder dem TV total Deutscher Eisfußball-Pokal handelt es sich um beim TV Total – Promi Wrestling um eine sportliche Veranstaltung, die zur Hauptsendezeit an einem Samstag ausgestrahlt wird. Es handelt sich um eine Wrestlingveranstaltung, dementsprechend sind die Kämpfe untereinander abgesprochen und zum Teil choreografiert. Beim Zuschauer soll jedoch die Illusion entstehen, dass es sich um einen echten Wettkampf handelt.
Das Eventkonzept sieht vor, das sechs Promis gegeneinander antreten, wobei diese mit je einem Profi-Wrestler ein sogenanntes Tag Team bilden. Es handelt sich um ein kleines Turnier mit drei Tag-Team-Matches in der ersten Runde und einem No Disqualification 3-Way Tag Team Match (sogenanntes Relaxed-Rules-Match), bei dem im Anschluss die WTF Tag Team Championship erstmals vergeben wird.

## Premiere am 4. Januar 2025
Im Stile realer Wrestling-Sendungen und Veranstaltungen wurden Storylines über die Sozialen Medien initiiert, um die Kämpfe mit Leben zu füllen. Dabei wurde die produktion unterstützt von Ahmed Chaer, dem Gründer und Promoter der German Wrestling Federation (GWF). Ebenfalls waren Talente von Westside Xtreme Wrestling beteiligt. Für die einzelnen Kämpfe trainierten die Promis bei den Wrestlern über mehrere Monate.
Die Moderation übernahm der Wrestling-Moderator Sebastian Hackl, ehemaliger Wrestler und Kommentator bei für ProSieben Maxx (SmackDown) und das WWE Network (PPVs), Sebastian Pufpaff selbst und der Comedy-Autor Peter Rütten. Die Show wurde bereits am 7. Dezember 2024 in Köln-Mülheim aufgezeichnet.
Insgesamt wurden für die ersten Runden drei Kämpfe für den Abend angesetzt:

### The Highflyers (René Casselly & Peter Tihanyi) gegen The Reckbreaker (Fabian Hambüchen & Metehan)

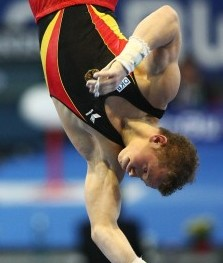
Fabian Hambüchen trat gegen Cassely an

Im ersten Match trafen als Promis der Zirkusartist René Casselly, der auch bei den Promi-Formaten Ninja Warrior Germany – Die stärkste Show Deutschlands und Let’s Dance erfolgreich war, gegen den Kunstturner und Gold-Medaillen-Gewinner Fabian Hambüchen an. Casselly wurde durch den wXw Unified World Wrestling und GWF World Champion Peter Tihanyi unterstützt. Tag-Team-Partner von Hambüchen war Metehan, der vier Mal den GWF Tag Team Champion halten durfte und ehemals bei WWE NXT UK antrat. Als Storyline diente ein Spott von Casselly über die Supermarktwerbung von Hambüchen.
In einem ausgeglichenen Match konnten sich am Ende The Highflyers (René Casselly & Peter Tihanyi) gegen The Reckbreaker (Fabian Hambüchen & Metehan) durchsetzen. Dabei generierten sich die Sieger durchgängig als Heels, provozierten das Publikum und griffen zu unfairen Aktionen. Am Ende pinnte Casselly nach einer Shooting Star Press (einem Sprung vom obersten Seil), der ein unfaierer Tiefschlag vorausging, Hambüchen.

### Blutsbrüder (Mathias Mester & Erkan Sulcani) besiegen The Frankensteiners (Simon Gosejohann & Axel Tischer)

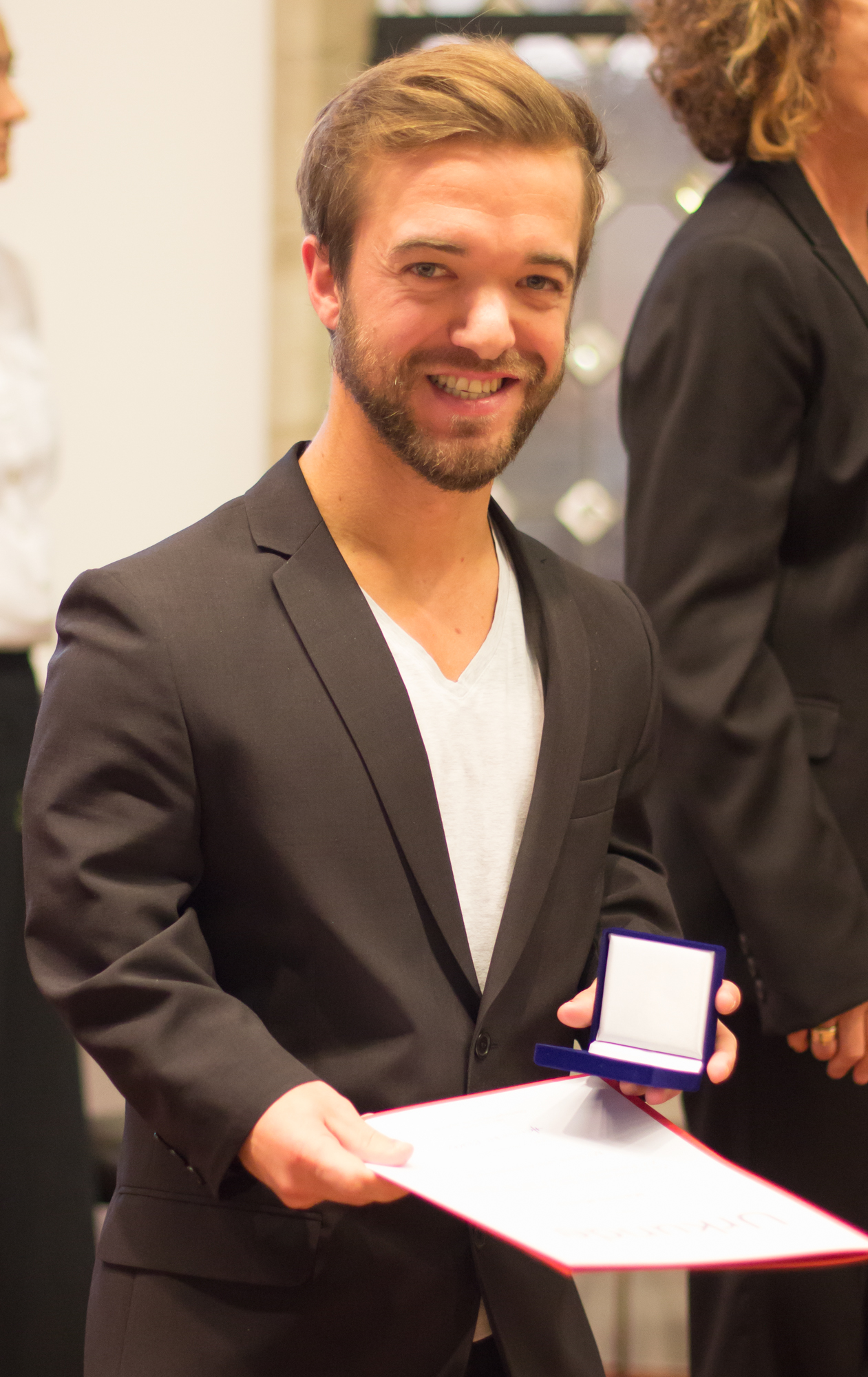
Mathias Mester trat gegen Simon Gosejohann an

Im zweiten Match des Abends traten Mathias Mester, Leichtathlet und Silber-Medaillen-Gewinner bei den Paralympische Spielen, und Erkan Sulcani (ehemaliger sechsfacher GWF Tag Team Champion) gegen Moderator Simon Gosejohann und Axel Tischer (amtierender PROGRESS Atlas Champion) an. Wie bei dem vorigen Match fand die Storyline dazu ebenfalls über Social Media statt. Mesters Körpergröße als kleinwüchsiger Athlet wurde dabei sowohl in den Segmenten bei der Vertragsunterzeichnung, bei der auch Eko Fresh anwesend war, als auch im Match als Comedy-Element eingeführt. Insbesondere die große Längendiskrepanz zwischen ihm und seinem Tag-Team-Partner musste für einige Gags herhalten. Die Blutsbrüder wurden im Match zwar als Heels, aber dennoch als liebenswert dargestellt. Zu unfairen Mitteln griffen beide Teams, da Gosejohann maskiert als „Simonster“ unter dem Ring verschwand und sich so von einem Profi-Wrestler in identischer Verkleidung vertreten ließ. Das Match wurde schließlich beendet, als Mester Gosejohann einrollte.

### Team Total Package (Sebastian Pufpaff & Pascal Spalter) vs. The Evil Devils („Evil“ Jared Hasselhoff & Toni Harting)

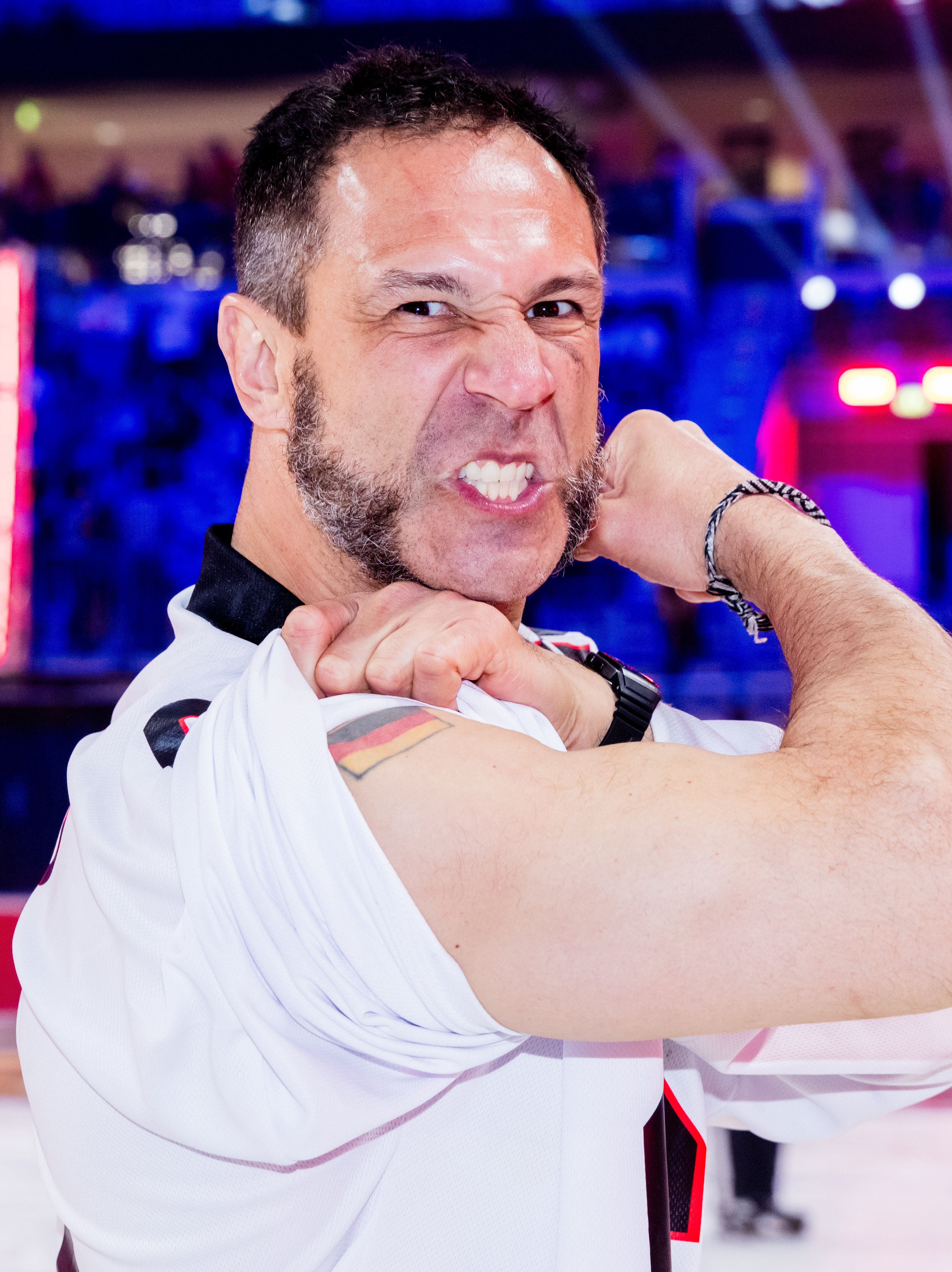
Jared Hasselhoff im Februar 2024

Für das nächste Match gestaltete sich die Fehde über eine Ankündigung von Jared Hasselhoff seine alte Band, die Bloodhound Gang, wieder reformieren zu wollen. Wie sich später herausstellte, sollte dies letztlich nur Promo für die Wrestlingshow sein. Pufpaff machte sich darüber lustig und die beiden stritten sich schließlich, bis nichts anderes übrig blieb als die Sache im Ring zu klären. Dabei stand für Hasselhoff die Reunion auf dem Spiel. Im Falle eines Sieges von ihm sollte dafür Pufpaff bei TV Total aussteigen.
Hasselhoff ist dabei keineswegs unbeleckt und stand schon mehrfach für die GWF im Ring. Unterstützt wurde er durch Toni Harting (zweifacher GWF World Champion und Polizist im wahren Leben). Pufpaff holte sich als Unterstützung Pascal Spalter (GWP World Champion). Bereits im Vorfeld verletzte sich Pufpaff jedoch bei einem Fahrradunfall an der Rippe und musste sogar die Wok-WM aussitzen. Wie im Wrestling üblich wurde diese Verletzung auch in der Storyline ausgeschlachtet und Evil Jared zugeschrieben. Zudem wurde er bei TV Total in einem Segment ebenfalls angegriffen. Kurz vor dem Kampf wurde er erneut attackiert, angeblich wurde ihm der Arm gebrochen und er landete in einem Dixi-Klo. Nachdem das gegnerische Team um Hasselhoff und Harting den Ring betreten hatte, stellte Harting den Schweizer Profi-Wrestler Claudio Castagnoli (ehemals Cesaro in der WWE und aktuell bei All Elite Wrestling) als Ersatz vor. Das Match endete mit einem Pinfall von Spalter, nachdem der „verletzte“ Puffpaff Hasselhoff mit einer Gitarre niedergestreckt hatte.

### Relaxed Rules 3-Way Elimination Tag Match um die WTF Tag Team Championship

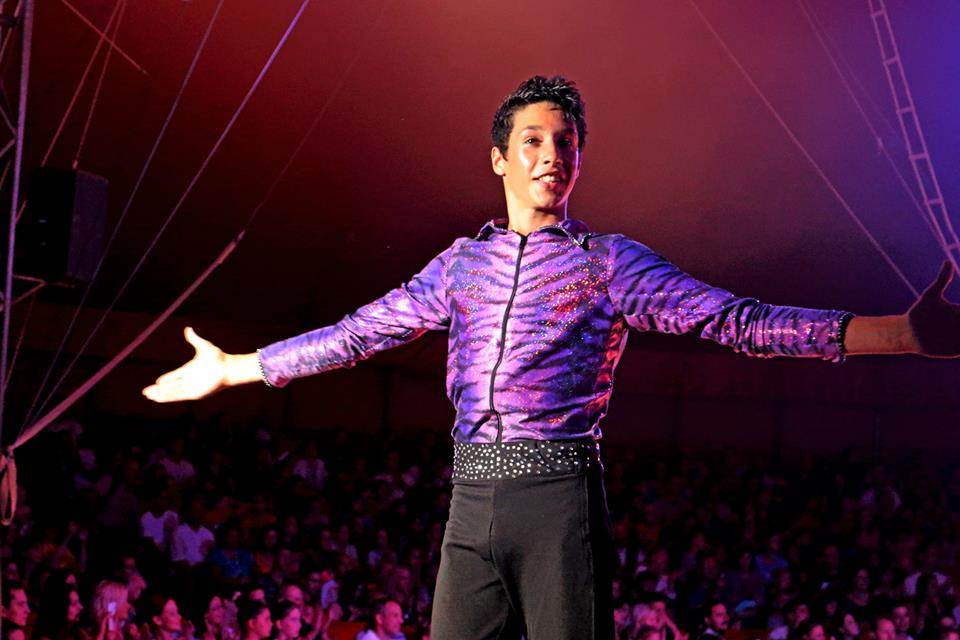
Casselly sicherte sich mit Peter Tihanyi den ersten WTF Championship

Im Anschluss traten die siegreichen Teams um die WTF Tag Team Championship an. Dabei eliminierte Team Total Package die Blutsbrüder via Neutralizer von Castagnoli an Sulcani. Im Anschluss triumphierten die Highflyers mit einer unfairen Aktion, nachdem Hasselhoff ins Match eingriff und Spalter mit dem WTF Tag Team Championgürtel niederschlug. Die Show endete mit den feiernden WTF TV Total Promi Tag Team Champions René Casselly & Peter Tihanyi.

### Ergebnisse
| Matchart |                                                     |      | | Zeit  |
| --- | --------------------------------------------------- | ---- | --- | ----- |
| Tag Team Match – TV Total Promi Wrestling Championship Turnier Erstrundenmatch                                                               | The High Flyers (René Casselly & Peter Tihanyi)     | bes. | Die Reckbreaker (Fabian Hambüchen & Metehan)                                                             | 12:00 |
| Tag Team Match – TV Total Promi Wrestling Championship Turnier Erstrundenmatch                                                               | Die Blutsbrüder (Mathias Mester & Erkan Sulcani)    | bes. | The Prankensteiners (Simon Gosejohann & Axel Tischer)                                                    | 22:50 |
| Tag Team Match – TV Total Promi Wrestling Championship Turnier Erstrundenmatch                                                               | Total Package (Claudio Castagnoli & Pascal Spalter) | bes. | Evil Devils („Evil“ Jared Hasselhoff & Toni Harting)                                                     | 17:45 |
| Three Way Elimination Tag Team Match – TV Total Promi Wrestling Championship Turnier Finale um die WTF TV Total Promi Wrestling Championship | The High Flyers (René Casselly & Peter Tihanyi)     | bes. | Die Blutsbrüder (Mathias Mester & Erkan Sulcani) und Total Package (Claudio Castagnoli & Pascal Spalter) | 16:30 |

| Funktion      | Name              |
| ------------- | ----------------- |
| Kommentatoren | Sebastian Pufpaff |
| Kommentatoren | Sebastian Hackl   |
| Kommentatoren | Peter Rütten      |
| Reporter      | Laura Hofmann     |
| Wrestler      | Big Nick          |

## Rezeption

### Medien
Die Erstausgabe vom TV Total – Promi Wrestling wurde wohlwollend besprochen. Insbesondere Bild.de berichtete bereits im Vorfeld lange über die Show. Für die Wrestling-Promotions war die Veranstaltung eine gute Werbung. In der Show selbst wurde mehrfach auf die Wrestlingausstrahlungen von ProSieben Maxx hingewiesen. Zudem wurde mehrfach darauf hingewiesen, das die Show das erste Wrestling zur Prime Time in der Geschichte des deutschen Fernsehens war. Positiv rezipiert wurde die Sendung von Darina Irima auf Watson: „Die Sendung sorgte jedoch nicht nur mit dem geplanten Programm für Unterhaltung, sondern auch durch Überraschungsauftritte von Wrestling-Legenden, Täuschungsmanöver im Ring und ungeplante Verletzungen.“ Auch im Netz erntete die Erstausgabe gute Reaktionen.

### Einschaltquoten
Bei den Einschaltquoten lag das TV Total – Promi Wrestling weit hinten. ProAcht (wie Pro7 nach einer verlorenen Wette im Rahmen von Joko & Klaas gegen ProSieben kurzzeitig hieß) erreichte lediglich 0,62 Millionen Zuschauer und einen Marktanteil von 2,6 Prozent. Sieger des Abends war Klein gegen Groß mit 5,12 Millionen Zuschauern und einem Marktanteil von 21,8 Prozent.